# Grossane

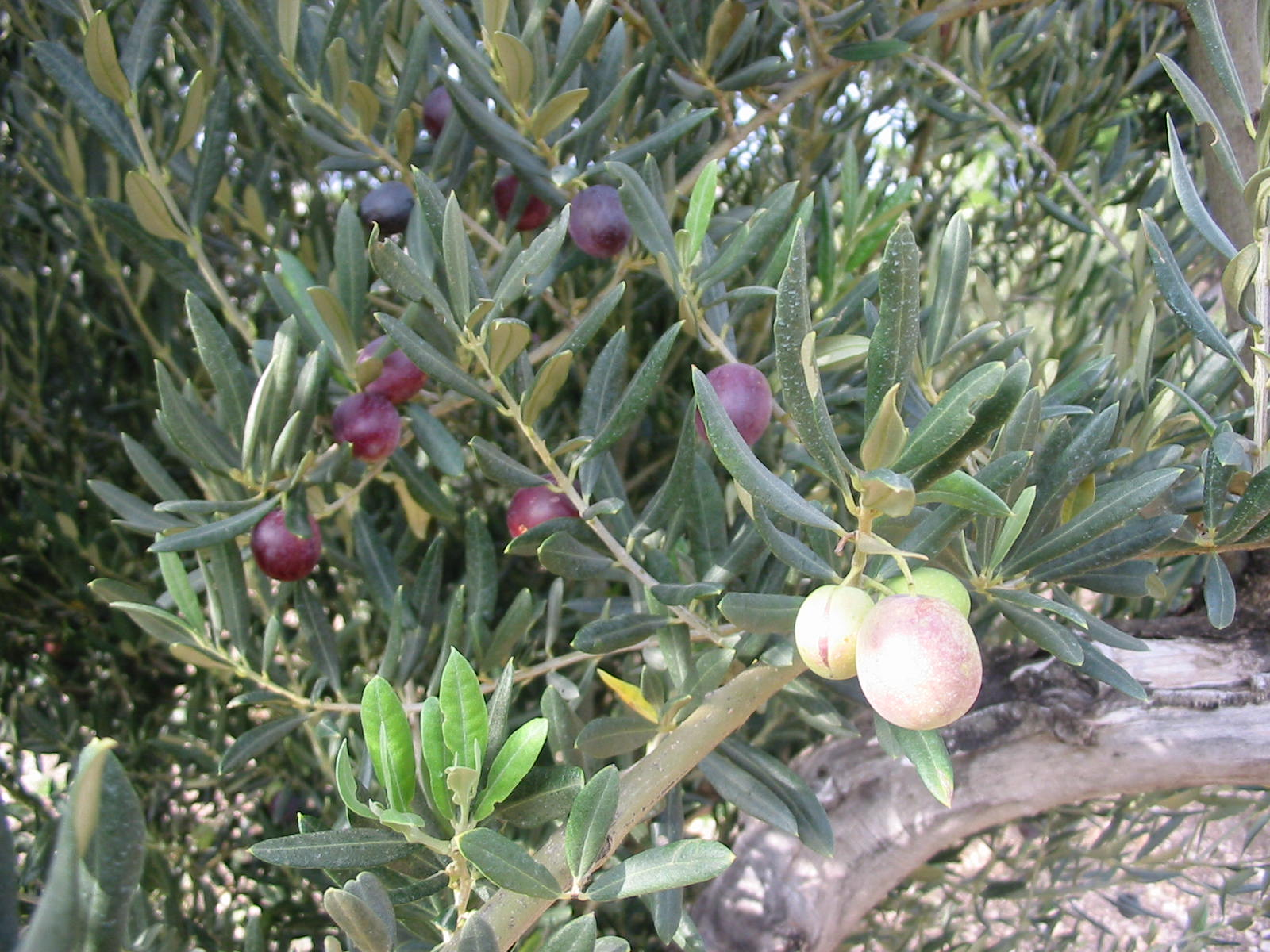
Grossane à Mouriès.

La grossane est une variété d'olive des Bouches-du-Rhône produite principalement dans la vallée des Baux. Bien qu'elle puisse être utilisée pour produire de l'huile, elle est principalement utilisée comme une olive de table noire. Vulnérable à certains parasites biologiques, cette variété est très résistante au froid et à la sécheresse.

## Synonyme
Elle est aussi connue sous les appellations de groussan et de grossanne.

## Caractéristiques
Sa chair pulpeuse en fait une variété mixte (huile et noire de table). Originaire des Bouches-du-Rhône, elle s'étend maintenant jusque dans le Vaucluse. Elle donne une huile douce au fruité noir, où dominent l'amande douce et une note très beurrée en bouche. La grossane est la seule variété autorisée pour la production en appellation d'origine contrôlée des olives noires de la vallée des Baux-de-Provence. Pour la table, elle est préparée piquée au sel. Elle mûrit à l'extérieur sous l'action conjuguée du sel et du froid qui lui ôte son amertume en quelques jours.